# Bernard Kryszkiewicz
Bernard Kryszkiewicz (właśc. Zygmunt Kryszkiewicz; imię zakonne Bernard od Matki Pięknej Miłości Kryszkiewicz; ur. 2 maja 1915 w Mławie, zm. 7 lipca 1945 w Przasnyszu) – polski prezbiter, zakonnik, pasjonista oraz Czcigodny Sługa Boży Kościoła katolickiego.

## Życiorys
Zygmunt Kryszkiewicz pochodził z wielodzietnej rodziny Tadeusza i Apolonii z domu Gołębiewskiej (miał trzy siostry Stefanię, Helenę i Marię oraz trzech braci Hilarego, Jerzego i Jana). Po sześciu dniach od urodzenia (8 maja 1915) został ochrzczony w kościele Świętej Trójcy w Mławie. Podczas I wojny światowej jego ojciec, który prowadził w Mławie warsztaty mechaniczne zesłany został w październiku 1914 na Syberię, powróciwszy do Polski w 1921. Samotna matka w okresie zesłania męża oddała małego Zygmunta jego babci do Lubawy na Pomorzu, gdzie później pobierał naukę m.in. u sióstr szarytek. W 1922 powrócił do Mławy, gdzie pobierał dalszą naukę w Państwowym Gimnazjum im. Stanisława Wyspiańskiego. Był wychowywany głównie przez pobożną matkę, która zaszczepiła w nim atmosferę religijności.
Z powodu braku pilności w nauce trzecią klasę musiał powtarzać, co skłoniło jego matkę do przeniesienia go w 1928 do ośmioklasowej Szkoły Apostolskiej św. Gabriela Ojców Pasjonistów w Przasnyszu. W szkole zakonnej czynił znaczne postępy w nauce, zaczynał przewyższać pod tym względem innych kolegów, uczył się obcych języków, stając się pilnym uczniem. Pod wpływem zakonnej dyscypliny pogłębiła się jego religijność, wzrosło zamiłowanie do modlitwy i miłość do Matki Bożej, czego owocem było powołanie kapłańskie i zakonne. Ułożył on wtedy modlitwę ofiarowania siebie Jezusowi przez ręce Maryi o następującej treści:

Ja, Zygmunt, grzesznik niewierny, odnawiam i zatwierdzam dzisiaj w obliczu Twoim śluby chrztu św. wyrzekam się na zawsze szatana, jego pychy i dzieł jego, a oddaję się całkowicie Jezusowi Chrystusowi, Mądrości wcielonej, by pójść za Nim niosąc krzyż swój po wszystkie dni życia. Bym zaś wierniejszy mu był niż dotąd, obieram Cię dziś Maryjo, w obliczu całego dworu niebieskiego za swą Matkę i Panią. Oddaję Ci i poświęcam jako niewolnik Twój ciało i duszę swą, dobra wewnętrzne i zewnętrzne, nawet wartości dobrych moich uczynków, zarówno przeszłych jak obecnych i przyszłych, pozostawiając Ci całkowite i zupełne prawo rozporządzania mną i wszystkim bez wyjątku co do mnie należy według Twego upodobania ku większej chwale Boga w czasie i wieczności.

W okresie nauki w Szkole Apostolskiej prowadził z rodziną bogatą korespondencję, która stała się jego świadectwem duchowym. W Archiwum Polskiej Prowincji Pasjonistów w Warszawie zachowało się 117 jego listów, m.in. list do ojca z 25 kwietnia 1929, w którym napisał on m.in.: 

Przecież wiesz dobrze drogi ojcze, że największe bogactwo ziemskie trzeba będzie zostawić, a tylko nasze uczynki pójdą za nami, a my za nie odbierzemy nagrodę lub karę. Musimy zatem być zawsze gotowi na śmierć, bo nie wiemy kiedy ona przyjdzie. A czyż to nie łatwiej czynić w klasztorze aniżeli w świecie? Na cóż więc gromadzić sobie bogactwa, które niezawodnie i szybko przeminą? Czyż nie lepiej skarbić sobie żywot i chwałę nigdy nie przemijającą? A jakże łatwo to czynić w klasztorze w tym domu Bożym, gdzie mamy zawsze z sobą tego Króla nad królami. O jakże jestem tu szczęśliwy!

Jesienią 1933, po 10-dniowych rekolekcjach przygotowujących, i po obłóczynach w Przasnyszu w kaplicy zakonnej z rąk komisarza i mistrza o. Bartłomieja Rapettiego CP (14 września), obrawszy imię zakonne: Bernard od Matki Pięknej Miłości rozpoczął roczny nowicjat w klasztorze w Sadowiu. Po jego zakończeniu złożył 11 listopada 1934 śluby zakonne. Następnie w latach 1934–1939 studiował w Polsce i Rzymie, pobierając przez dwa lata naukę w Przasnyszu i Sadowiu, korzystając z wykładów filozofii i teologii, a potem z grupą innych kleryków wyjechał jesienią 1936 do Rzymu, gdzie studiował teologię, mieszkając w Domu Generalnym na Monte Celio.
Za szczególną patronkę swojego życia duchowego podczas formacji zakonnej obrał on św. Teresę od Dzieciątka Jezus, o której tak m.in. pisał:

Idę jak mała Teresa, o różach, po świeżych różach, które mają bardzo silny zapach i jednocześnie silne i długie kolce. Jeśli kolce ranią to piękność i zapach róży a nade wszystko dłoń Boga dobrego, które mi je kładzie na drodze, tak mię zachwyca, że nie widzę krwi i jedno pragnienie, jeden delikatny mam żal: za mało cierpię i za mało kocham.

Z tego okresu pochodzi ułożona 23 lutego 1936 przez niego modlitwa pt. „Boże, kocham Cię”, która powstała podczas rekolekcji zakonnych w Sadowiu i jest jego długim wyznaniem wiary, uwielbienia i poddaniem się Miłości Miłosiernej.
W czasie pobytu w Rzymie po raz pierwszy zaczął odczuwać bóle głowy, które na tyle zaczynały mu dokuczać, że znacznie utrudniły mu studiowanie czy np. modlitwę brewiarzową. 12 marca 1937 przyjął tonsurę, a 11 listopada tegoż roku złożył śluby wieczyste, po czym w Wielką Sobotę 16 kwietnia 1938 przyjął święcenia subdiakonatu. Święcenia diakonatu otrzymał 15 maja 1938, a następnie 3 lipca 1938 święcenia prezbiteratu w bazylice świętych Jana i Pawła w Rzymie.
W tym też roku stan jego zdrowia na tyle się pogorszył, że przełożeni zmuszeni byli odesłać go do Polski na odpoczynek. Początkowo, zimą 1938 przebywał w Sadowiu, a potem został wysłany z innym współbratem do klasztoru sióstr szarytek w Pęcherach. Po kilkutygodniowym pobycie w Pęcherach udał się do klasztoru Pasjonistów w Rawie Mazowieckiej. 1 września 1939 zastał go wybuch II wojny światowej, kiedy to od jej rozpoczęcia do kwietnia 1940 przebywał w różnych miejscowościach, przesuwając się stopniowo na wschodnie tereny Polski. Do wiosny 1940 przebywał w parafii św. Anny w Tucznej wraz z innymi współbraćmi goszcząc u proboszcza ks. Józefa Kocyka. W wyniku działań wojennych pasjoniści rozproszyli się po całym kraju, część została w klasztorach, pozostali uciekli do rodzinnych domów, bądź ukrywali się w różnych miejscowościach. Część z nich zginęła lub przeszła do stanu świeckiego.
W kwietniu 1940 dotarł do klasztoru w Rawie Mazowieckiej i w tym miejscu pozostał już przez całą II wojnę światową, podlegając przełożonemu o. Stanisławowi Michalczykowi CP, pełniącemu obowiązki wiceprowincjała. Okres rawski okazał się bardzo ważnym w jego wzroście w świętości i heroiczności cnót. Wyjeżdżał na rekolekcje i kazania okazjonalne do innych parafii, opiekował się wysiedlonym księdzem z Wielkopolski oraz był jednocześnie kierownikiem duchowym i spowiednikiem. Zajmował się także pracą pisarską, opracowując m.in. Dialogi z Ukrzyżowanym, Pedagogikum czy Rozważania o Męce Pańskiej na każdy dzień tygodnia. 16 stycznia 1945, w dramatycznych okolicznościach, doszło do bombardowania miasta przez Armię Czerwoną. Ocalony od zniszczenia klasztor zamieniono na szpital dla rannych, gdzie posługiwał chorym.
Po zakończeniu działań wojennych został skierowany jako nowy przełożony do zniszczonego częściowo klasztoru w Przasnyszu. Zajął się tam odbudową kościoła oraz klasztoru. Początkowo, w marcu 1945 zamieszkał u osoby świeckiej, a potem u sióstr Klarysek-Kapucynek, u których odprawiał msze święte, wygłaszał nauki duchowe, a następnie w święto Zmartwychwstania powrócił do pasjonistów, gdzie zajął się administracją terenu, odnową budynków, kompletowaniem wyposażenia oraz gromadzeniem bielizny kościelnej i klasztornej. W czerwcu wyjechał na parę dni do rodzinnej Mławy. Powróciwszy z niej okazało się, że jest chory na tyfus. Pod opieką siostry szarytki leczył się parę dni w klasztorze, a następnie został przewieziony do szpitala. Wiceprowincjał o. Juliusz Dzidowski CP udzielił mu namaszczenia chorych. Zmarł w godzinach porannych 7 lipca 1945, po czym 11 lipca odbył się uroczysty pogrzeb, a jego trumnę ze szczątkami, obłożoną białymi liliami pochowano w podziemiach kościoła pasjonistów w Przasnyszu. 29 marca 1989 dokonano ekshumacji jego doczesnych szczątków oraz złożono je w sarkofagu w kruchcie tego kościoła.

## Publikacje
Bernard od Matki Pięknej Miłości Kryszkiewicz pozostawił po sobie następujące publikacje:
- Bernard Kryszkiewicz, Dialogi Pedagogicum, Ostrów Wielkopolski: Wydaw. Rodzina Matki Pięknej Miłości OO. Pasjoniści, 1989, OCLC 834076906. Brak numerów stron w książce
- Bernard Kryszkiewicz (do druku przygotował Dominik Buszta): Modlitwa w życiu Sługi Bożego Ojca Bernarda Kryszkiewicza pasjonisty. Sadowie-Golgota: OO. Pasjoniści, 1996. ISBN 83-904710-4-3. OCLC 812678385. Brak numerów stron w książce
- Bernard Kryszkiewicz, Po co żyć?, Warszawa: Oficyna Wydawniczo-Poligraficzna „Adam”, 1998, ISBN 83-86940-74-3, OCLC 830806728. Brak numerów stron w książce
- Bernard Kryszkiewicz, W Boga wierzyć - Boga miłować, Warszawa: Oficyna Wydawniczo-Poligraficzna „Adam”, 1998, ISBN 83-86940-74-3, OCLC 830806729. Brak numerów stron w książce
- Bernard Kryszkiewicz, Kazania, Warszawa: Oficyna Wydawniczo-Poligraficzna „Adam”, 1998, ISBN 83-86940-74-3, OCLC 803083524. Brak numerów stron w książce
- Bernard Kryszkiewicz (do dr. przygot. Dominik Buszta): Czy kochasz Matkę Bożą. Warszawa: Oficyna Wydawniczo-Poligraficzna „Adam”, 1999. ISBN 83-7232-029-2. OCLC 830806730. Brak numerów stron w książce
- Bernard Kryszkiewicz (do dr. przygot. Dominik Buszta): Nie bądź przeciętnym! Nauki dla młodych. Warszawa: Oficyna Wydawniczo-Poligraficzna „Adam”, 1999. ISBN 83-7232-029-2. OCLC 830806731. Brak numerów stron w książce
- Bernard Kryszkiewicz (do dr. przygot. Dominik Buszta): Kazania. Z. 3, Czy kochasz Matkę Bożą?. Sadowie-Golgota: Wydaw. Rodzina Matki Pięknej Miłości OO. Pasjoniści, 1999. OCLC 1050775348. Brak numerów stron w książce
- Bernard Kryszkiewicz (do dr. przygot. Dominik Buszta): Rodzice, wychowujcie swoje dzieci!. Ostrów Wielkopolski: Zakład Wydawniczo-Drukarski, Poligrafia (ZWD), 2000. ISBN 83-912893-4-6. OCLC 830472372. Brak numerów stron w książce
- Bernard Kryszkiewicz, Matki, na rany Chrystusa! Wychowajcie dzieci w czystości!, Kraków: Wydawnictwo WAM, 2001, ISBN 83-7097-246-2, OCLC 751184579. Brak numerów stron w książce
- Bernard Kryszkiewicz, Jak rozmyślać o męce Jezusa Chrystusa?, Kraków: Wydawnictwo WAM, 2001, ISBN 83-7097-549-6, OCLC 804740880. Brak numerów stron w książce
- Bernard Kryszkiewicz (do dr. przygot. i wprow. Dominik Buszta): Boski przyjaciel w Najświętszym Sakramencie. Sadowie-Golgota: Wydaw. Rodzina Matki Pięknej Miłości OO. Pasjoniści, 2001. OCLC 838865761. Brak numerów stron w książce
- Bernard Kryszkiewicz (oprac. Krzysztof Zygmunt, D. Szafarz, Jan Koziatek): Męka Jezusa Chrystusa. Warszawa: Oficyna Wydawniczo-Poligraficzna „Adam”, 2006. OCLC 838865767. Brak numerów stron w książce
- Bernard Kryszkiewicz (oprac. Krzysztof Zygmunt): Rozważania różańcowe. Warszawa: Oficyna Wydawniczo-Poligraficzna „Adam”, 2008. OCLC 995782542. Brak numerów stron w książce
- Bernard Kryszkiewicz, Dialogi z Ukrzyżowanym, Warszawa: Oficyna Wydawniczo-Poligraficzna „Adam”, 2010, OCLC 995756321. Brak numerów stron w książce
- Bernard Kryszkiewicz (opracował Krzysztof Zygmunt): Chrystus Król. Warszawa: Oficyna Wydawniczo-Poligraficzna „Adam”, 2015. OCLC 995782517. Brak numerów stron w książce
- Bernard Kryszkiewicz (opracował Krzysztof Zygmunt): Kazania różne. Warszawa: Oficyna Wydawniczo-Poligraficzna „Adam”, 2017. OCLC 995799007. Brak numerów stron w książce
- Bernard Kryszkiewicz (opracował Krzysztof Zygmunt): Wiara - grzech - pokuta. Warszawa: Oficyna Wydawniczo-Poligraficzna „Adam”, 2017. OCLC 995782683. Brak numerów stron w książce
- Bernard Kryszkiewicz (opracowanie Krzysztof Zygmunt): Nie tylko o świętych. Sadowie-Golgota: Wydaw. Rodzina Matki Pięknej Miłości OO. Pasjoniści, 2018. OCLC 1042468182. Brak numerów stron w książce

## Proces beatyfikacji
Przekonani o jego świątobliwości ojcowie pasjoniści podjęli starania celem wyniesienia go na ołtarze, gromadząc pisma pozostawione po nim oraz zeznania świadków. Przygotowania do procesu beatyfikacyjnego rozpoczęły się w 1972 dzięki kard. Stefanowi Wyszyńskiemu, który po zapoznaniu się z jego biografią zaaprobował podjętą próbę wyniesienia go na ołtarze. 11 czerwca 1983 Stolica Apostolska wydała tzw. Nihil obstat zezwalający na przeprowadzenie procesu beatyfikacyjnego. Postulatorem procesu mianowano początkowo o. Fryderyka Menegazzo CP, potem o. Giovanniego Zubianiego CP, a następnie został nim o. Cristiano Massimo Parisi CP. Postępowanie informacyjne na szczeblu diecezjalnym rozpoczęło się w diecezji płockiej w 1983, po czym powołano trybunał kościelny i przesłuchano świadków, a następnie 15 kwietnia 1991 postępowanie to zostało zakończone, a akta przesłane do Kongregacji Spraw Kanonizacyjnych w Rzymie. 24 września 1993 wydano dekret o ważności postępowania informacyjnego, po czym w czerwcu 2010 złożono tzw. Positio w Kongregacji Spraw Kanonizacyjnych. 22 maja 2021 papież Franciszek podpisał dekret o heroiczności jego życia i cnót. Odtąd przysługuje mu tytuł Czcigodnego Sługi Bożego.

## Upamiętnienie
Z duchowości o. Bernarda zrodził się w Sadowiu, w 1988 ruch modlitewno-apostolski Rodzina Matki Pięknej Miłości, kierowany początkowo przez o. Dominika Busztę CP (1919–2005). Od 1989 ruch ten wydaje czasopismo o nazwie Echo Ojca Bernarda. Z inicjatywy Towarzystwa Przyjaciół Ziemi Mławskiej w maju 1998, przy ul. Lelewela 10, na ścianie domu w którym się urodził i mieszkał umieszczono okolicznościową tablicę pamiątkową jemu poświęconą.
14 grudnia 2001 przed kościołem pasjonistów w Przasnyszu biskup płocki Stanisław Wielgus poświęcił pomnik o. Bernarda autorstwa Jana Stępkowskiego ze Strzegowa. Ponadto jedną z ulic w Mławie oraz Przasnyszu nazwano jego imieniem.